# Pauridiantha bridelioides
Pauridiantha bridelioides är en måreväxtart som beskrevs av Bernard Verdcourt. Pauridiantha bridelioides ingår i släktet Pauridiantha och familjen måreväxter. Inga underarter finns listade i Catalogue of Life.